# Lightning (chien)
Pour les articles homonymes, voir Lightning.

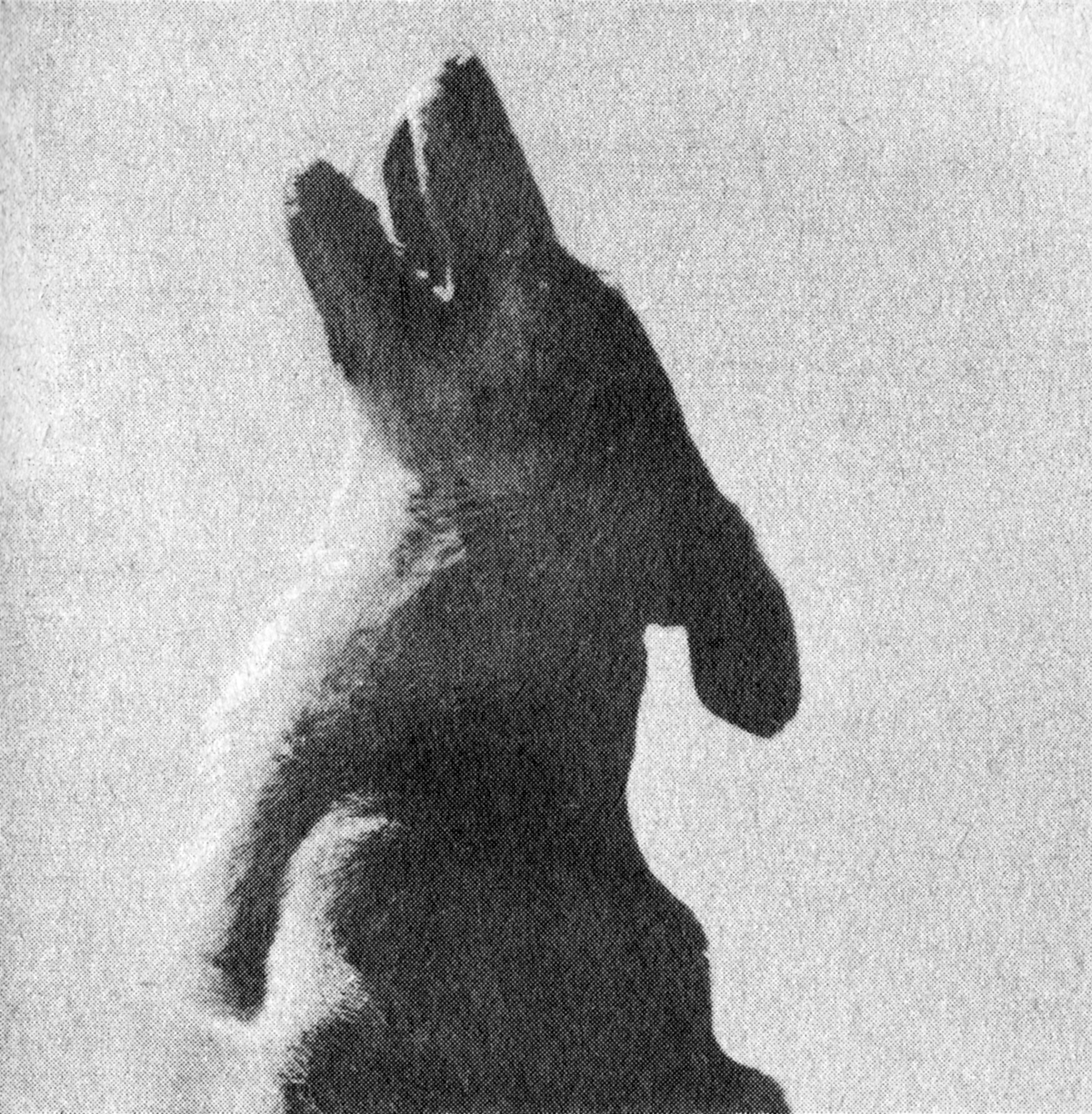
Lightnong, photo promotionnelle pour The Case of the Howling Dog (1934).

Lightning est  un chien de type berger allemand qui a eu une carrière au cinéma, apparaissant dans plusieurs films muets américains dans les années 1930. C'est le petit fils de Strongheart, chien acteur dans les années 1920. Il était très intelligent. Il était surnommé « The Wonder Dog » ou « The Marvel Dog ».

## Filmographie partielle
- 1925 : The Lure of the Wild de Frank R. Strayer
- 1934 : The Case of the Howling Dog[3]
- 1934 : When Lightning Strikes[4]
- 1935 : A Dog of Flanders[5]
- 1935 :  Man's Best Friend (en)[6]
- 1935 : Les Ailes dans l'ombre (Wings in the dark)[7]
- 1936 : White Fang[5]
- 1936 : Two in Revolt (en)[8]
- 1937 : Dans les mailles du filet[5] (Renfrew of the Royal Mounted)
- 1938 : Blind Alibi (en)

## Galerie

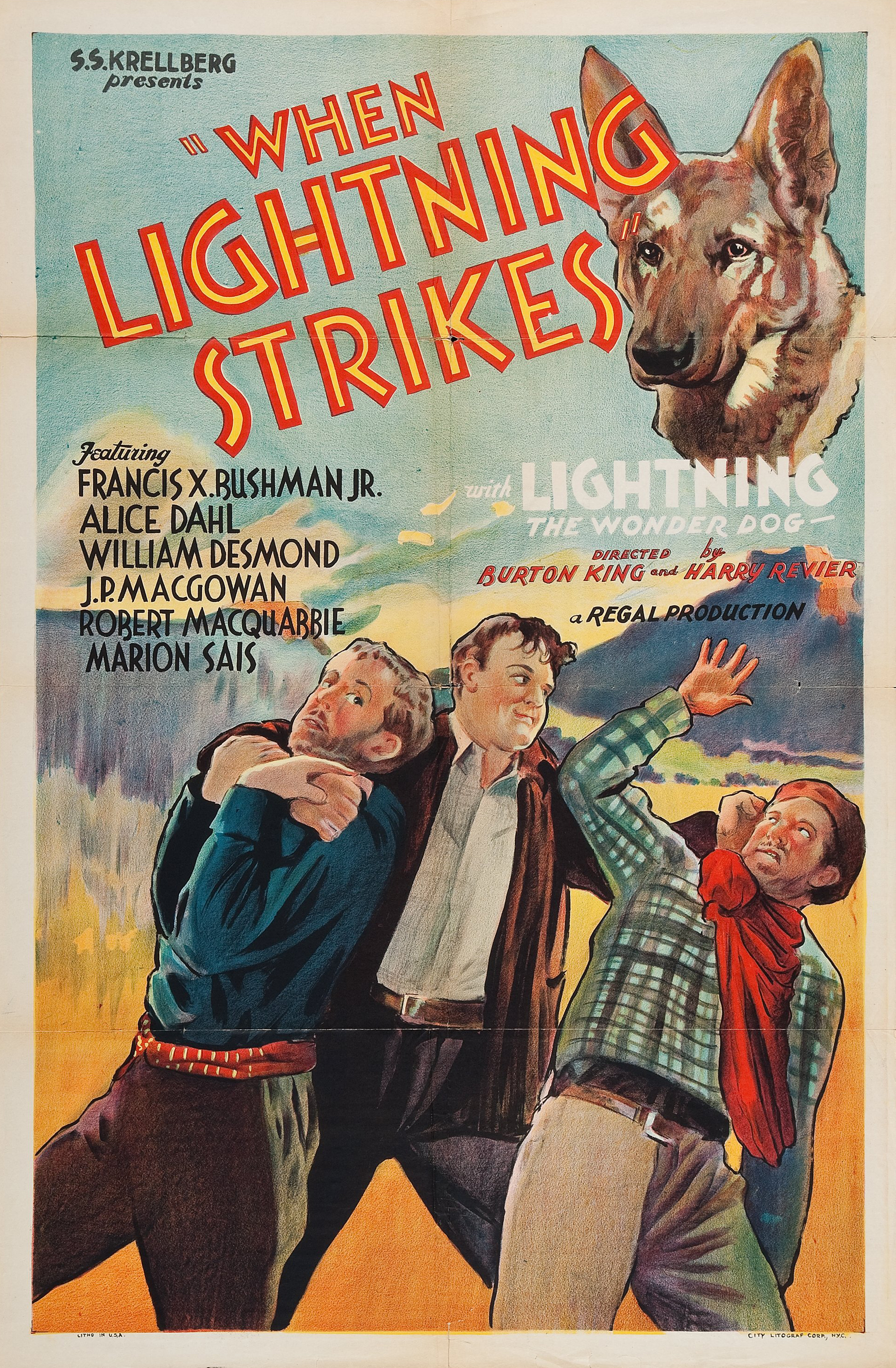
Affiche de When Lightning Strikes (1934)
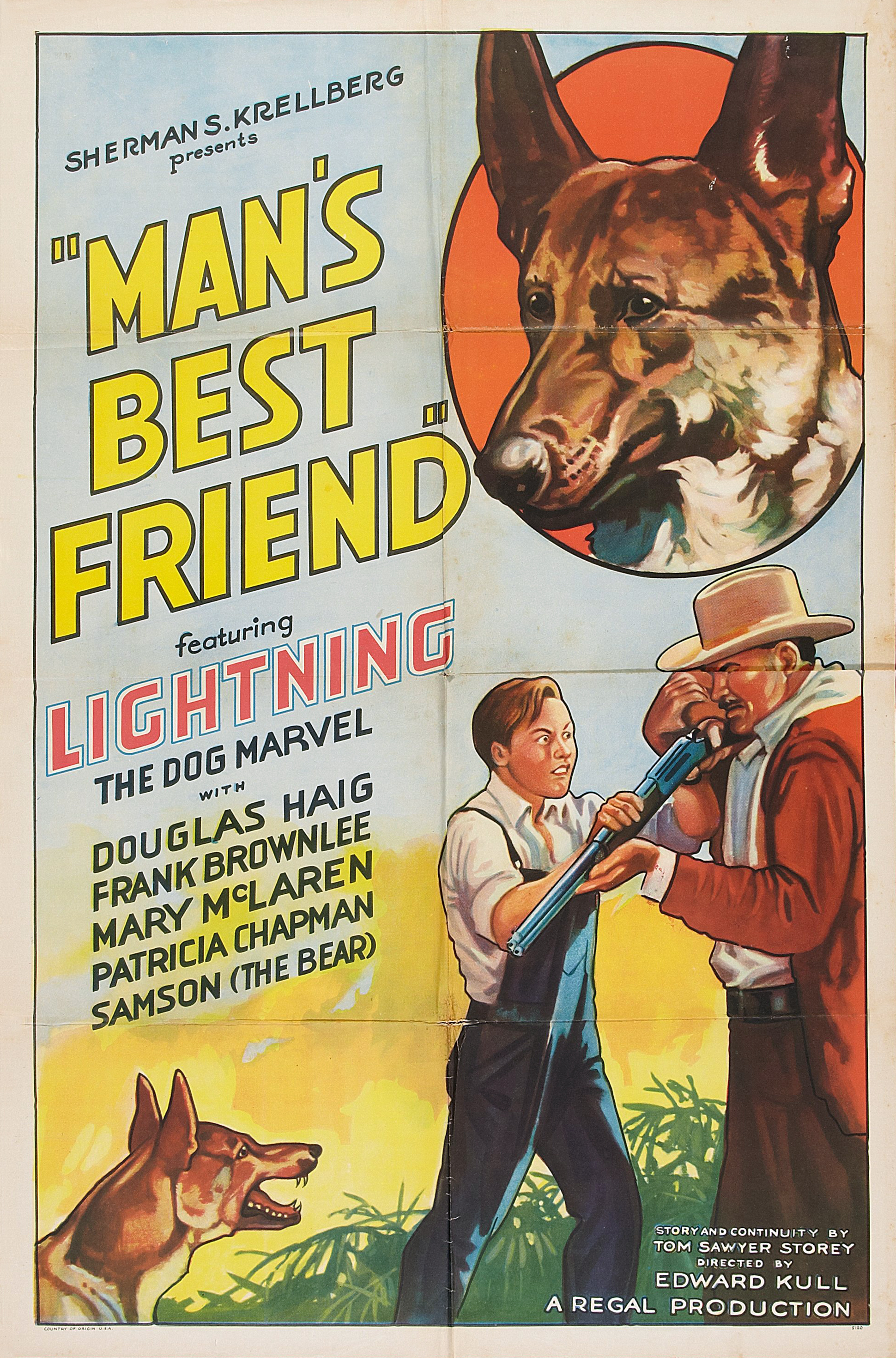
Man's Best Friend (1935)
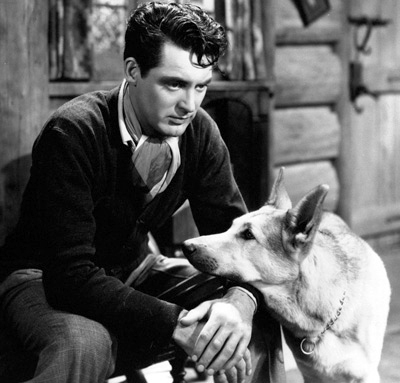
Cary Grant et Lightning dans Wings in the Dark (1935)
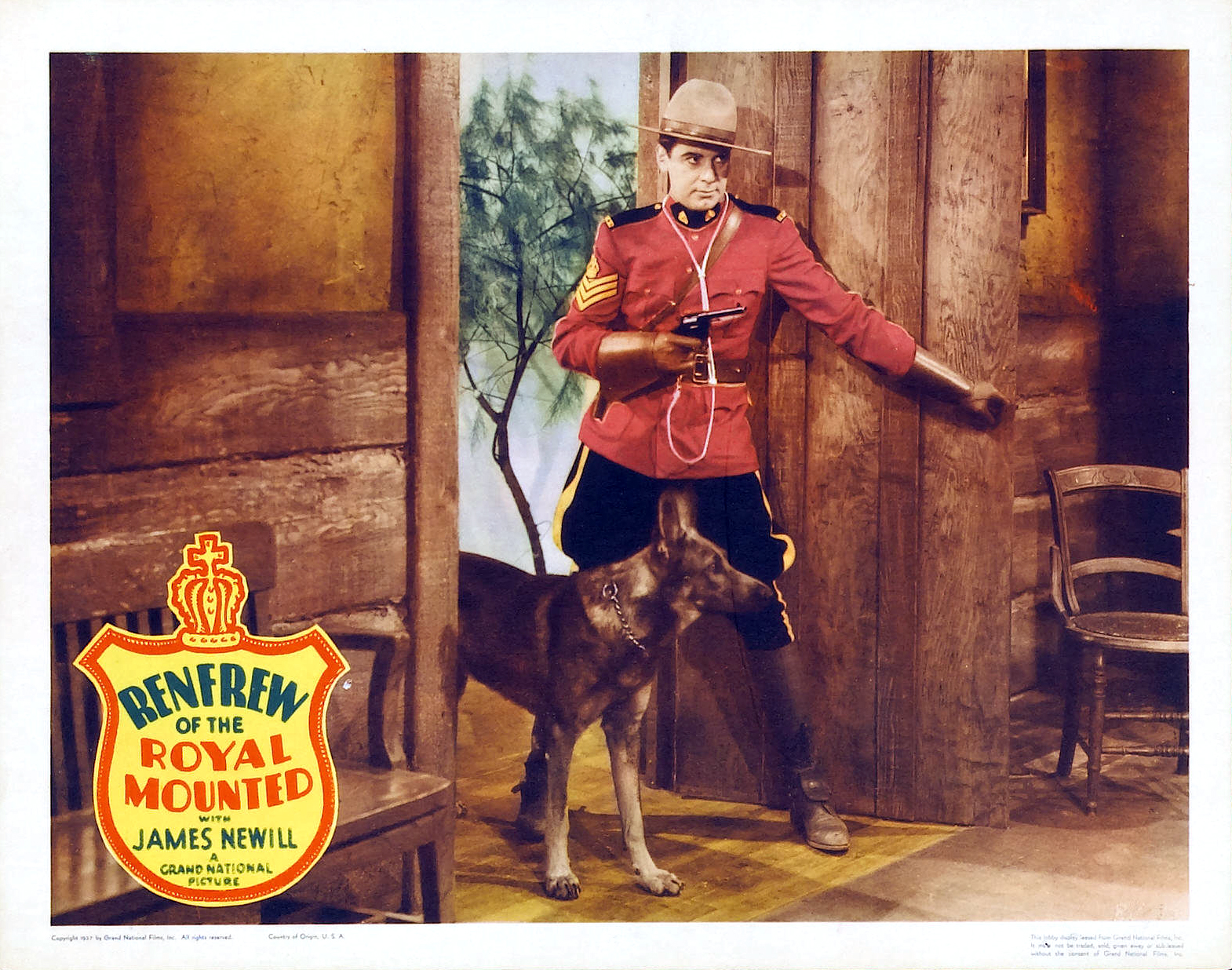
Lobby card du film Dans les mailles du filet (Renfrew of the Royal Mounted) en 1937.
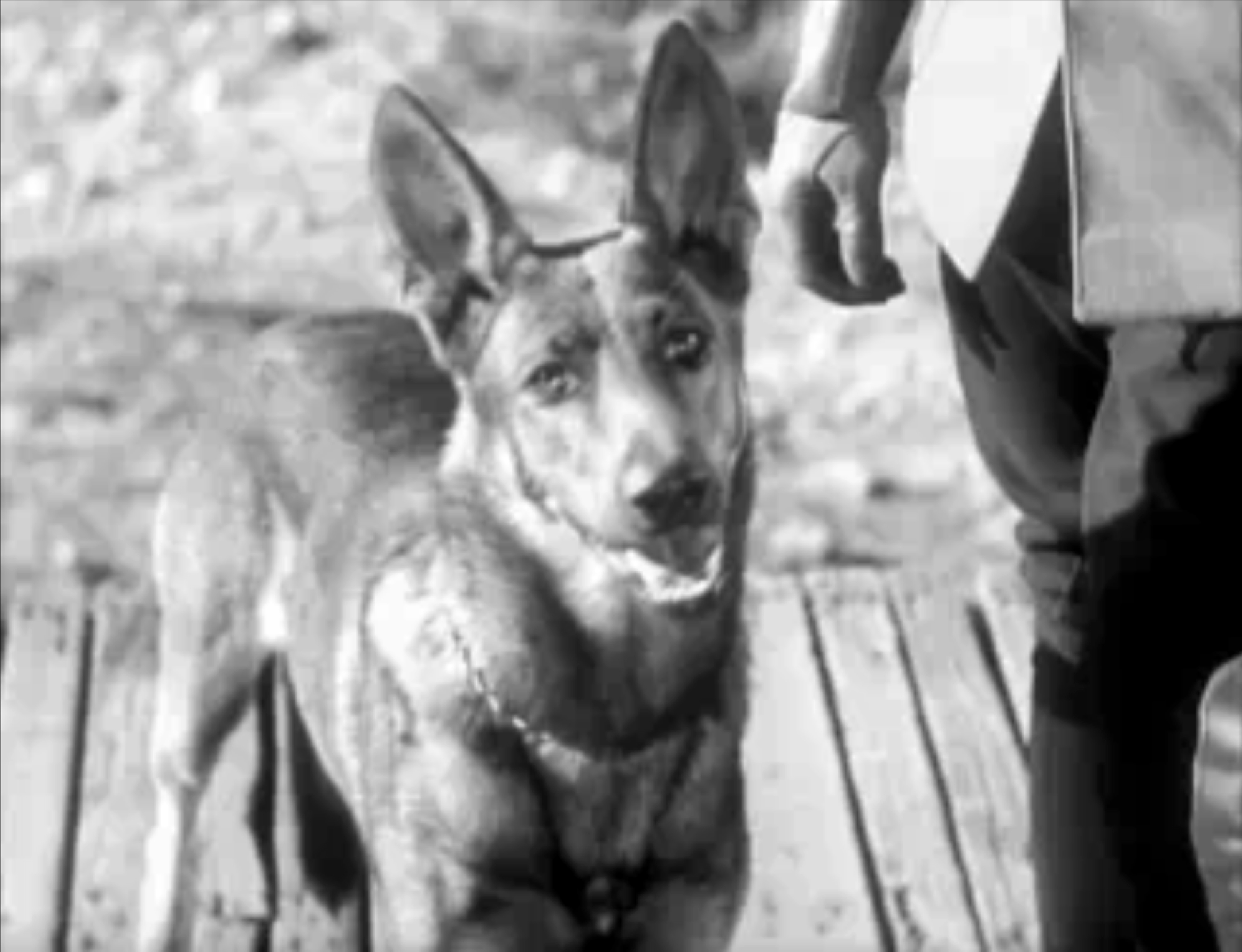
Lightning dans Renfrew of the Royal Mounted